# Romnichals
Romnichals ou romanichals são grupos do povo rom (mais conhecido como cigano)  que vivem  no Reino Unido, particularmente na Inglaterra e na Escócia (na área de Scottish Borders), ou que emigraram do Reino Unido para outras áreas anglófonas. Estima-se que haja atualmente mais romanichals nos Estados Unidos do que na Inglaterra. Encontram-se também grupos menores na África do Sul, Austrália, Canadá e Nova Zelândia.
A palavra "romanichal" deriva de Romani chal, sendo chal o termo  anglo-romani para "companheiro".
Acredita-se que os romanichals tenham chegado à Grã-Bretanha no século XVI e, como todos os roma - sejam originários do norte da  Índia. Eles são muito próximos dos Calé do País de Gales e dos grupos roma da Europa continental.  Já a designação Scottish Travellers  incluem  descendentes de romanichals, mas também  outros grupos roma e os chamados Pavees.